# Jakko Jakszyk
Jakko M. Jakszyk, född Michael Lee Curran den 8 juni 1958 i London, är en brittisk gitarrist, singer-songwriter, instrumentalist och musikproducent. Han kallas ofta för "Jakko". Bland hans kända låtar märks låten Who's Fooling Who.

## Diskografi

### Album
- 1980 – Silesia, Chiswick Records (som Jakko)
- 1987 – Smell of a Friend, Antilles Records (med The Lodge)
- 1988 – Big Fish Popcorn (med The Kings of Oblivion)
- 1988 – Dizrhythmia, Antilles Records (med Dizrhythmia)
- 1990 – We Never Had It So Good, Musidisc (med Tom Robinson)
- 1991 – Landing on a Rat Column, 64 Spoons (Freshly Cut Records)
- 1994 – Mustard Gas and Roses, Resurgence RES103CD (som Jakko)
- 1994 – Kingdom of Dust, Resurgence (som Jakko)
- 1995 – Are My Ears on Wrong?, Resurgence RES110CD (som Jakko)
- 1997 – The Road to Ballina, Resurgence RES127CD (som Jako M. Jakszyk)
- 2002 – Official Bootleg V.1, Självutgivet (som 21st Century Schizoid Band)
- 2003 – Live in Japan (CD & DVD), Iceni (som 21st Century Schizoid Band)
- 2003 – Live in Italy, Arcàngelo (som 21st Century Schizoid Band)
- 2006 – Pictures of a City – Live in New York, Iceni (som 21st Century Schizoid Band)
- 2007 – The Bruised Romantic Glee Club, Iceni ICNCD (som Jako M. Jakszyk)
- 2008 – Not as Good as the Book, Inside Out Music (med The Tangent)
- 2009 – Waves Sweep the Sand, Självutgivet (som Jako M. Jakszyk)
- 2011 – A Scarcity of Miracles - A King Crimson ProjeKct Panegyric B004UHPU5E (Jakszyk, Fripp & Collins)

### Album med King Crimson
Livealbum
- 2015 – Live at the Orpheum
- 2016 – Live in Toronto
- 2017 – Live in Chicago
- 2018 – Live in Vienna
- 2018 – Meltdown In Mexico – Live In Mexico City 2017